# Höjden Botelnäset
Höjden Botelnäset este o arie protejată (arie specială de conservare — SAC, sit de importanță comunitară — SCI) din Suedia întinsă pe o suprafață de 209 ha, integral pe uscat.

## Localizare
Centrul sitului Höjden Botelnäset este situat la coordonatele 63°54′48″N 14°20′38″E / 63.9132°N 14.344°E.

## Înființare
Situl Höjden Botelnäset a fost declarat sit de importanță comunitară în aprilie 2004 pentru a proteja 1 specie de plante. Situl a fost protejat și ca arie specială de conservare în martie 2011.

## Biodiversitate
Situată în ecoregiunea alpină, aria protejată conține 4 habitate naturale: Lacuri și iazuri distrofice naturale, Mlaștini împădurite, Mlaștini turboase de tranziție și turbării mișcătoare, Taiga vestică.
La baza desemnării sitului se află o specie protejată de  plante: Ranunculus lapponicus.